# La Fille du pharaon

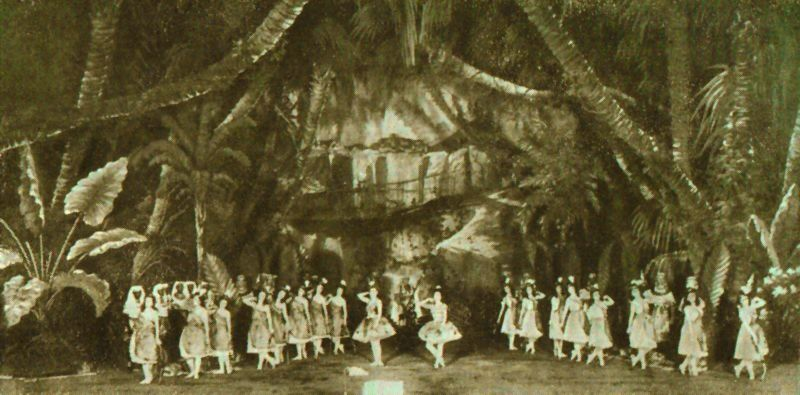
Le « pas des chasseresses » dans La Fille du pharaon en 1898, avec au milieu Mathilde Kschessinska (la princesse) et la Préobrajenska (Ramzé)

La Fille du pharaon est un ballet en trois actes et neuf tableaux de Marius Petipa, sur une musique de Cesare Pugni et un livret de Jules-Henri Vernoy de Saint-Georges, d'après Le Roman de la momie de Théophile Gautier.
Il a été créé le 18 janvier 1862 au théâtre impérial Bolchoï Kamenny de Saint-Pétersbourg. C'est le premier grand ballet spectaculaire de Petipa, avec une scénographie d'Andreas Roller. Les interprètes des rôles sont Carolina Rosati (la momie/Aspicia), Nikolaï Goltz (le pharaon), Marius Petipa (Ta-Hor), Timofeï Stoukolkine (John Bull), Lev Ivanov (le pêcheur), Lioubov Radina (Ramzeya) et Felix Kschessinskiy, le père de Mathilde Kschessinska (le roi de Nubie).
Pour Petipa c'était son dernier rôle : il finit sa carrière en tant que danseur, et devient maître de ballet.
Ce ballet a été recréé en 2000 (et filmé en 2003) pour le théâtre Bolchoï par Pierre Lacotte.

## Argument

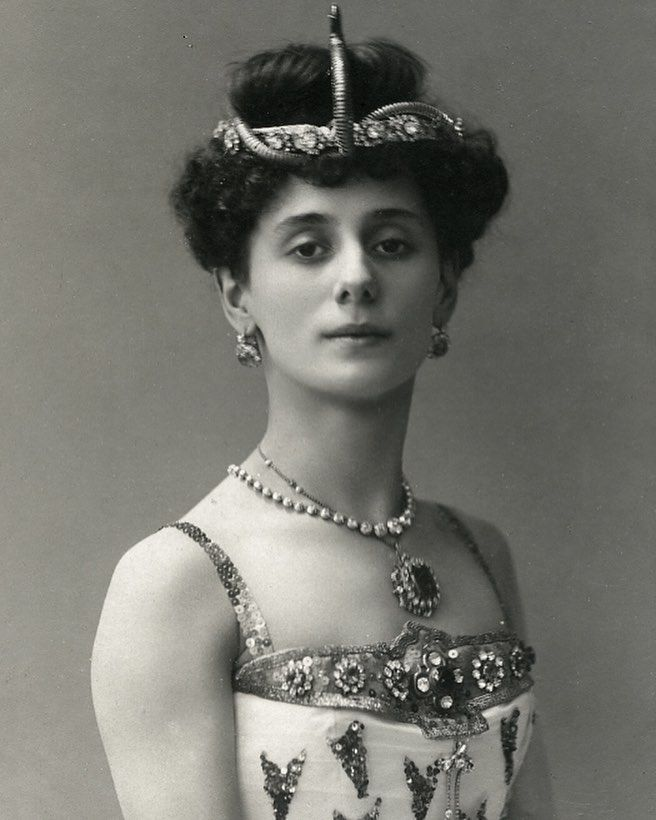
Anna Pavlova en 1910 dans le rôle de la fille du pharaon.

L'argument écrit par  Jules-Henri Vernoy de Saint-Georges  est tiré du Roman de la momie de Théophile Gautier.
Prologue :
Scène 1:
Lord Wilson, un jeune Anglais, voyage en  Égypte  avec son serviteur, John Bull. Au pied d'une pyramide, ils rencontrent des marchands arabes qui les invitent sous leur tente. Soudain, une violente tempête de sable se lève et tous s'abritent en hâte dans la pyramide la plus proche.
Scène 2 :
Le gardien de la pyramide demande aux hôtes inattendus de ne pas faire de bruit en désignant une tombe : Aspiscia, la fille d'un des plus puissants  pharaons d'Égypte y repose.
Après s'être installés dans un coin de la pyramide, les marchands arabes allument leurs pipes d'opium. Lord Wilson en demande une. « Attention, l'opium peut être dangereux ! » dit l'un des marchands, tout en désignant un fumeur en proie à un rêve agité. « Qu'importe, j'aimerais aussi éprouver de telles sensations », rétorque Lord Wilson. Il s'endort. Bientôt un épais nuage de fumée enveloppe le groupe.
Un rêve se forme: les murs du tombeau disparaissent, les momies ressuscitent et sortent de leurs sarcophages. Aspiscia, leur maîtresse et fille du puissant pharaon, les suit. Elle pose sa main sur le cœur de l'Anglais. Une miraculeuse métamorphose s'opère alors : Lord Wilson devient Ta-hor et John Bull, Passiphonte. Émerveillé par la beauté d'Aspiscia, Ta-hor tente de la suivre, mais elle disparaît dans une brume légère.

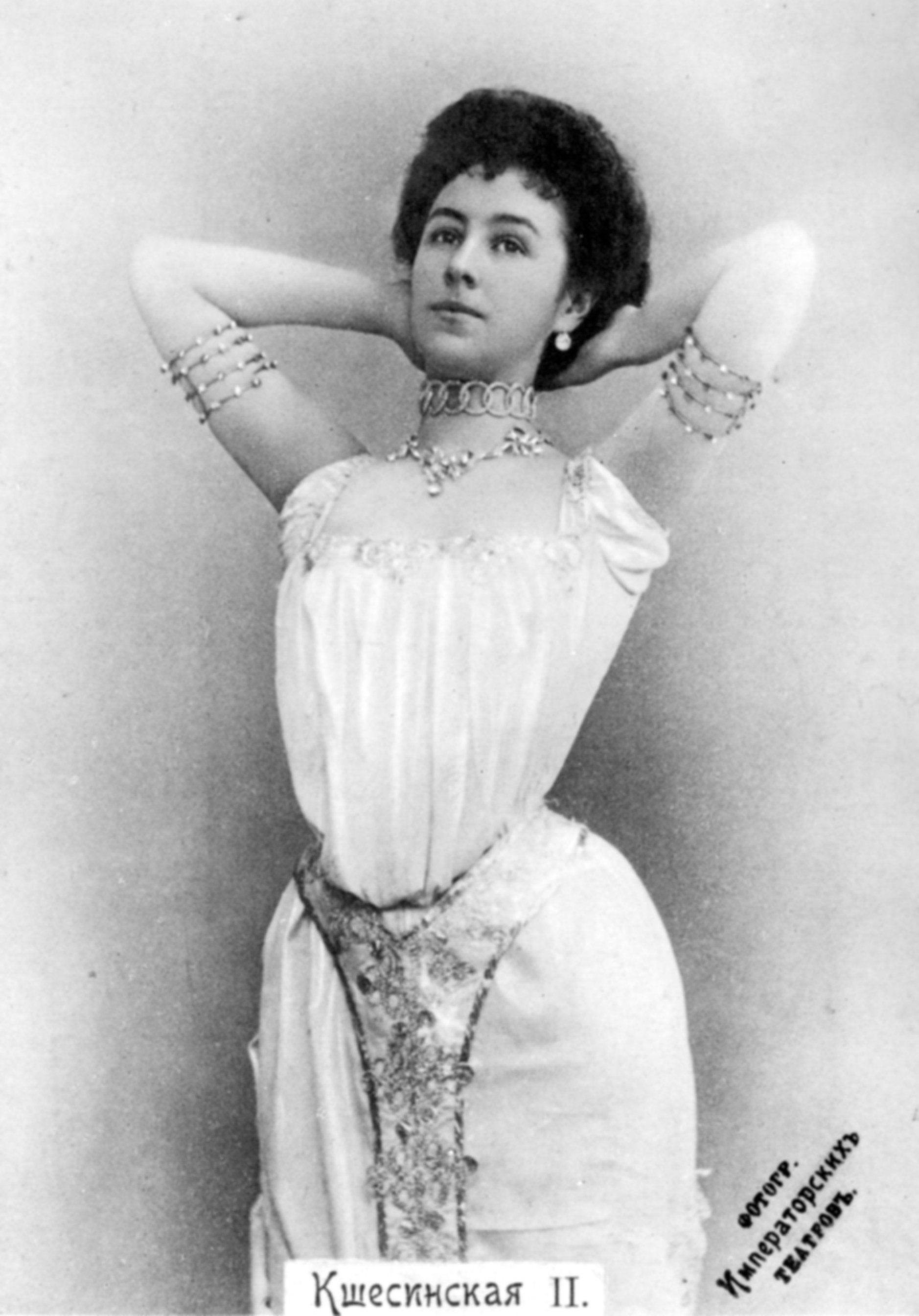
La Kschessinska dans le rôle d'Aspicia (1903).
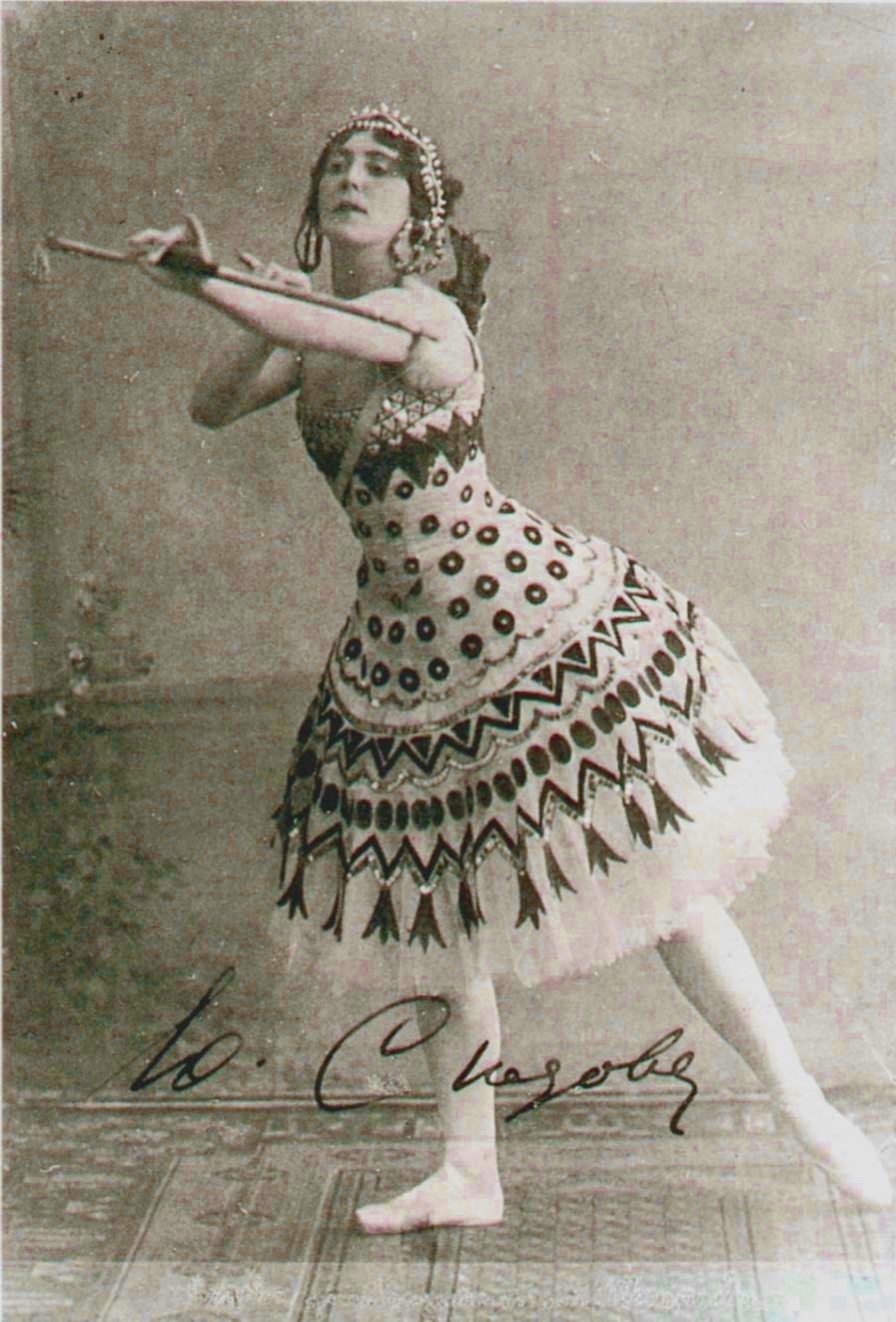
Julie Sedova dans le rôle d'Aspicia (1905).
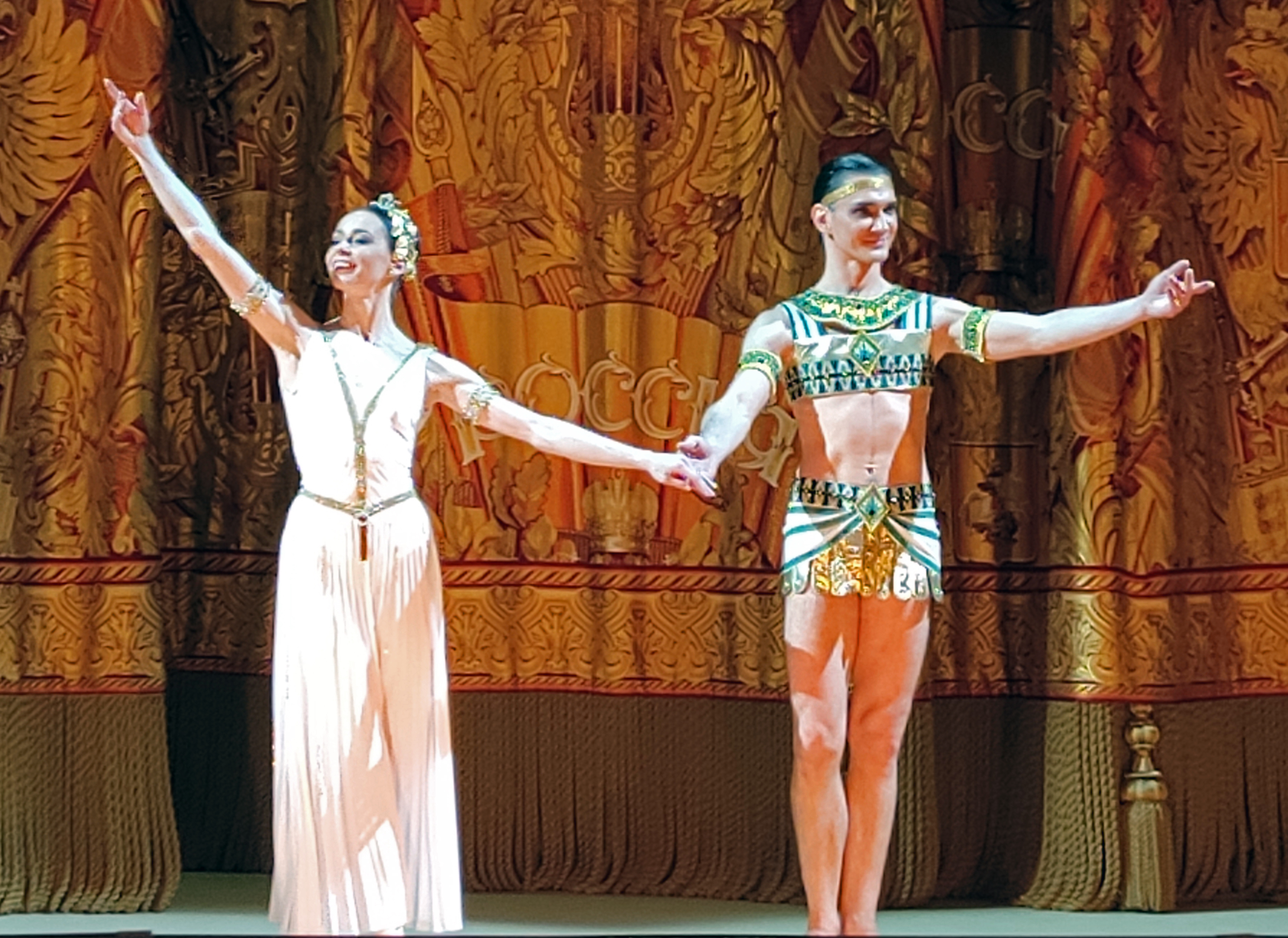
Vladislav Lantratov et Ekaterina Kryssanova dans La Fille du pharon au Bolchoï le 1er mai 2022.

### Articles liés
- Noms traditionnels d'anonymes bibliques